# 鄒和
鄒和（1425年—？），字允達，應天府上元縣人，明朝政治人物。進士出身。

## 生平
景泰四年（1453年）癸酉科應天府鄉試第十九名。天順元年（1457年）丁丑科會試第二百九十八名，殿試登進士第二甲第八十四名。

## 家族
曾祖鄒福。祖父鄒彥中。父亲鄒魯。